# DFB-Pokal 1966-1967
La DFB-Pokal 1967 fu la 24ª edizione della competizione. 32 club si sfidarono nei 5 turni del torneo. In finale il Bayern Monaco sconfisse l'Amburgo 4–0, difendendo il titolo della stagione precedente.

## Qualificazioni
| Squadra 1     | Risultato | Squadra 2             |
| ------------- | --------- | --------------------- |
| 26.12.1966    |           |                       |
| Altona 93     | 2 - 1     | Norimberga            |
| 31.12.1966    |           |                       |
| Hessen Kassel | 6 - 2     | Eintracht Francoforte |

## Primo turno
| Squadra 1              | Risultato   | Squadra 2            |
| ---------------------- | ----------- | -------------------- |
| 14.01.1967             |             |                      |
| Hessen Kassel          | 2 - 2 (dts) | Werder Brema         |
| Lubecca                | 0 - 1 (dts) | Kickers Offenbach    |
| Erkenschwick           | 1 - 0       | Kickers Stoccarda    |
| Altona 93              | 0 - 6       | Amburgo              |
| Borussia Dortmund      | 2 - 2 (dts) | Colonia              |
| Rot-Weiss Essen        | 1 - 2       | Karlsruhe            |
| Alemannia Aquisgrana   | 1 - 1 (dts) | Pirmasens            |
| Saarbrücken            | 2 - 4       | Stoccarda            |
| Schalke 04             | 4 - 2       | Borussia M'gladbach  |
| Duisburger FV 08       | 0 - 2       | Schwarz-Weiß Essen   |
| Waldhof Mannheim       | 1 - 3       | Fortuna Düsseldorf   |
| Hertha Berlino         | 2 - 3 (dts) | Bayern Monaco        |
| Eintracht Braunschweig | 2 - 3 (dts) | Duisburg             |
| Arminia Hannover       | 1 - 4       | Monaco 1860          |
| 15.01.1967             |             |                      |
| Hannover 96 II         | 2 - 2 (dts) | Borussia Neunkirchen |
| 18.01.1967             |             |                      |
| Kaiserslautern         | 2 - 1       | Hannover 96          |

### Ripetizioni
| Squadra 1            | Risultato | Squadra 2            |
| -------------------- | --------- | -------------------- |
| 24.01.1967           |           |                      |
| Colonia              | 1 - 0     | Borussia Dortmund    |
| 25.01.1967           |           |                      |
| Pirmasens            | 0 - 1     | Alemannia Aquisgrana |
| Borussia Neunkirchen | 2 - 1     | Hannover 96 II       |
| Werder Brema         | 2 - 1     | Hessen Kassel        |

## Ottavi di finale
| Squadra 1            | Risultato   | Squadra 2          |
| -------------------- | ----------- | ------------------ |
| 03.02.1967           |             |                    |
| Colonia              | 0 - 0 (dts) | Amburgo            |
| 04.02.1967           |             |                    |
| Borussia Neunkirchen | 1 - 1 (dts) | Werder Brema       |
| Schwarz-Weiß Essen   | 1 - 1 (dts) | Fortuna Düsseldorf |
| Erkenschwick         | 1 - 3       | Bayern Monaco      |
| Alemannia Aquisgrana | 4 - 2       | Karlsruhe          |
| Stoccarda            | 0 - 1       | Schalke 04         |
| Kaiserslautern       | 0 - 0 (dts) | Kickers Offenbach  |
| Monaco 1860          | 1 - 0       | Duisburg           |

### Ripetizioni
| Squadra 1          | Risultato   | Squadra 2            |
| ------------------ | ----------- | -------------------- |
| 14.02.1967         |             |                      |
| Kickers Offenbach  | 1 - 0 (dts) | Kaiserslautern       |
| Werder Brema       | 1 - 2       | Borussia Neunkirchen |
| Amburgo            | 2 - 0       | Colonia              |
| 15.02.1967         |             |                      |
| Fortuna Düsseldorf | 1 - 0       | Schwarz-Weiß Essen   |

## Quarti di finale
| Squadra 1            | Risultato   | Squadra 2            |
| -------------------- | ----------- | -------------------- |
| 23.03.1967           |             |                      |
| Monaco 1860          | 2 - 0       | Fortuna Düsseldorf   |
| 25.03.1967           |             |                      |
| Kickers Offenbach    | 0 - 0 (dts) | Amburgo              |
| Alemannia Aquisgrana | 3 - 1       | Borussia Neunkirchen |
| Schalke 04           | 2 - 3       | Bayern Monaco        |

### Ripetizione
| Squadra 1  | Risultato | Squadra 2         |
| ---------- | --------- | ----------------- |
| 12.04.1967 |           |                   |
| Amburgo    | 2 - 0     | Kickers Offenbach |

## Semifinali
| Squadra 1     | Risultato | Squadra 2            |
| ------------- | --------- | -------------------- |
| 06.05.1967    |           |                      |
| Amburgo       | 3 - 1     | Alemannia Aquisgrana |
| Bayern Monaco | 3 - 1     | Monaco 1860          |

## Finale
| Squadra 1  | Risultato | Squadra 2     |
| ---------- | --------- | ------------- |
| 10.06.1967 |           |               |
| Amburgo    | 0 - 4     | Bayern Monaco |

| Arbitro: | Karl Niemeyer (Bad Godesberg) |

|  |           |                                                            |
|  | Marcatori | 23’, 76’ Müller 72’ Ohlhauser 85’ (pen.) Dieter Brenninger |

| HAMBURGER SV:   |   |                     |
|                 |   |                     |
| GK              | 1 | Horst Schnoor       |
| DF              |   | Dieter Strauß       |
| DF              |   | Jürgen Kurbjuhn     |
| DF              |   | Helmut Sandmann     |
| DF              |   | Egon Horst          |
| DF              |   | Willi Schulz        |
| MF              |   | Manfred Pohlschmidt |
| MF              |   | Hans Schulz         |
| FW              |   | Charly Dörfel       |
| FW              |   | Uwe Seeler          |
| FW              |   | Bernd Dörfel        |
| Allenatore:     |   |                     |
| Josef Schneider |   |                     |

| Bayern Monaco:   |   |                     |
|                  |   |                     |
| GK               | 1 | Sepp Maier          |
| DF               |   | Peter Kupferschmidt |
| DF               |   | Werner Olk (cap.)   |
| DF               |   | Georg Schwarzenbeck |
| MF               |   | Franz Roth          |
| MF               |   | Franz Beckenbauer   |
| MF               |   | Dieter Koulmann     |
| FW               |   | Rainer Ohlhauser    |
| FW               |   | Rudolf Nafziger     |
| FW               |   | Gerd Müller         |
| FW               |   | Dieter Brenninger   |
| Allenatore:      |   |                     |
| Zlatko Čajkovski |   |                     |